# Dispositionseffekt
Als Dispositionseffekt bezeichnet die Verhaltensökonomik die Neigung von Anlegern, jene Anteile abzustoßen, deren Wert gestiegen ist, und solche zu halten, deren Wert gesunken ist. Dabei werden Verluste etwa doppelt so stark empfunden wie Gewinne. So führt die asymmetrische Risikoaversion dazu, dass private und institutionelle Anleger im Gewinnbereich befindliche Positionen tendenziell zu früh verkaufen und verlustbehaftete zu lange halten.
Dieses Phänomen der Verlustaversion wurde 1979 in der Prospect-Theorie von Amos Tversky und Daniel Kahneman erstbeschrieben. 1985 wurden erste empirische Nachweise von Hersh Shefrin und Meir Statman durch die Analyse von Individualdaten aus den Jahren 1964–1970 erbracht und das Phänomen erstmals als Dispositionseffekt (englisch disposition effect) bezeichnet. Empirische Evidenz wies auch Terrance Odean 1998 durch Auswertung detaillierter Daten der Jahre 1987–1993 von 10.000 zufällig bei einem Discountbroker ausgewählten Depots nach. Experimentelle Belege für diesen Effekt erbrachten Laborexperimente u. a. von Ferris/Haugen/Makhija (1988), von Colin Camerer und Martin Weber (1991, 1992) sowie von Wolfgang Gerke und Horst Bienert (1993). Der Dispositionseffekt wurde nicht nur bei Privatanlegern (einschließlich sogenannter Daytrader) nachgewiesen, sondern auch bei professionellen und institutionellen Investorengruppen, so auch bei Investmentfonds. Der Dispositionseffekt ist im Verlustbereich als Spezialfall des Sunk-cost-Effektes interpretierbar.
In der wissenschaftlichen Literatur werden unterschiedliche Ursachen für den Effekt diskutiert. So werden u. a. Erklärungsansätze über die Prospect-Theorie, das Konzept des Mental Accounting und den Mean-Reversion-Effekt hergeleitet sowie Parallelen zum Spielerfehlschluss (englisch Gambler’s Fallacy) gezogen.